# Încotro curge liniștea?
Încotro curge liniștea? (1991) este un roman science fiction al autorului român Romulus Bărbulescu.

## Considerații generale
Acesta este ultimul roman original publicat de Bărbulescu. Ulterior au fost reeditate o serie de romane scrise împreună cu George Anania în anii '60-'70 și chiar unul dintre romanele sale personale, Insulele de aur și argint (sub titlul Golful ucigașilor). Ultimul volum publicat înaintea morții, Cât de mic poate fi infernul? conține două nuvele, una dintre ele scrisă de colaboratorul său de-o viață, Anania. Acesta din urmă a declarat că există schița unui ultim roman care să continue evenimentele din Ferma oamenilor de piatră și Paralela-enigmă, intitulat Lupta cu îngerul, dar nu a confirmat finalizarea proiectului.
Romanul abordează tema comunicării prin intermediul bioundelor dintr-un alt unghi decât au făcut-o Șarpele blând al infinitului sau Catharsis. Aici, folosindu-se o versiune îmbunătățită a poligrafului pus la punct de Cleve Backster, se încearcă elucidarea unui fenomen inexplicabil cu care s-au confruntat în realitate cercetătorii români: impresionarea unei pelicule foto-sensibile închisă într-o clădire de beton sau într-o carcasă metalică de către o energie necunoscută  diferită de radiațiile luminoase sau de alte efecte de natură fizică.
Comunicarea prin intermediul bioundelor a constituit și tema ultimelor două romane publicate de Anania, toate cele trei romane având și alte elemente comune, cum ar fi desfășurarea acțiunii pe teritoriul României sau faptul că personajul principal este un adolescent de 14 ani (băiat în cazul lui Anania, fată în cazul lui Bărbulescu). De altfel, cei doi autori au recunoscut că s-au ajutat reciproc în proiectele individuale.

## Intriga

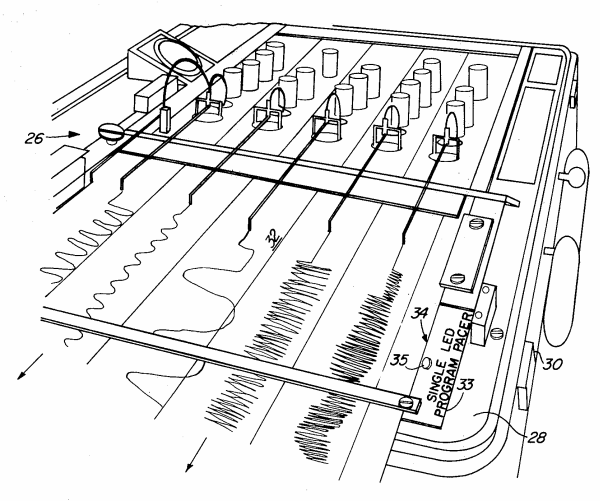
Schița unui poligraf.

Ioana trăiește la ferma "Azimioara" alături de bunica ei, Didona. Într-una din zile ele primesc vizita lui Alexandru Bălănuță, unchiul Ioanei, venit să verifice stadiul în care se află cercetările întreprinse sub conducerea Didonei la stația "Boreal". Ioana primește misiunea de a-l întâmpina și de a-l aduce la fermă pe un traseu misterios, care apare doar în prezența Ioanei și Didonei, dar ale cărui efecte vizuale și energetice le resimt aparatele sensibile ale stației.
Pe acest traseu cei doi întâlnesc personaje fantomatice din istoria romană a zonei, care se adaugă altor apariții din perioada luptelor cu turcii, ale evenimentelor din decembrie 1989, sau a unui naufragiat care poartă în brațe trupul unei femei. Toate aparițiile sunt imateriale și tăcute, singurul sunet pe care îl repetă toate înainte de a dispărea fiind asemenea unei parole: "expecta".
Zona este asaltată tot mai des de furtuni energetice ieșite din comun, iar unchiul Alexandru dispare în Cheile Stănișoarei. Plecat în căutarea lui, Ioana descoperă că drumul misterios străbate mileniile din cele mai vechi timpuri până într-un viitor îndepărtat. Astfel, viziunile întâlnite se dovedesc a fi strămoși ai ei și Didonei, toți reuniți pe axa unui drum de biounde care străbate timpul până în vremurile unui urmaș care a întâlnit o rasă extraterestră. În încercarea de a prezenta extratereștrilor istoria Pământului, acesta s-a supus unui experiment prin care a explorat epocile trecute prin intermediul "urmelor" lăsate de strămoși în structura sa genetică.

## Lista personajelor
- Ioana - adolescentă de 14 ani al cărei descendent intră în contact cu o rasă extraterestră
- Didona Patrulius - bunica Ioanei, profesoară de fizică desemnată să conducă cercetările de la stația "Boreal"
- Alexandru Bălănuță - unchiul Ioanei, director al Centrului aerospațial de la București
- Alga Nicolau - specialistă în cibernetică și electronică, principala colaboratoare a Didonei la stația "Boreal"
- Cinel Covaliu - geofizician în al doilea an de stagiatură, angajat la stația "Boreal"
- Moș Gurău - angajat al fermei "Azimioara"
- Galio - robot construit de Alga Nicolau în forma unui cocoș
- Therp - automat umanoid feminin de origine extraterestră
- Tiptil - câinele Ioanei